# Яковлев, Олег Анатольевич
Оле́г Анатольевич Я́ковлев (31 декабря 1940 — 2 мая 1990) — космонавт-испытатель, лётчик противовоздушной обороны, старший научный сотрудник 4-го Центрального научно-исследовательского института Министерства обороны СССР. Опыта полёта в космос нет.

## Биография
Олег Анатольевич Яковлев родился 31 декабря 1940 года в Ленинграде. В 1958 году, после окончания Ленинградской средней школы № 156, до июля 1959 года работал монтажником 3-го разряда в НИИ, затем поступил в Черниговское высшее военное авиационное училище лётчиков (ВВАУЛ). В 1960 году, по окончании 1-го курса, Яковлев был переведён в Чугуевское ВВАУЛ (с 20 марта 1961 года переименовано в Харьковское), которое окончил в 1963 году и получил специальность «Боевое применение и эксплуатация самолётов». Яковлеву была присвоена квалификация «лётчик-инженер».
С 19 октября 1963 года в звании лейтенанта служил лётчиком, а с 29 марта 1965 года — старшим лётчиком в 27-м гвардейском истребительном авиационном полку 6-й Краснознамённой отдельной армии ПВО Ленинградского военного округа. В 1969 году служил инструктором парашютно-десантной подготовки, выполнил около 105 прыжков.

### Космическая подготовка
В 1965 году Яковлев успешно прошёл медицинскую комиссию в Центральном военном научно-исследовательском авиационном госпитале (ЦВНИАГ), по результатам которой 19 октября его кандидатура была одобрена на заседании Государственной межведомственной комиссии (ГМВК). 23 октября был рекомендован к зачислению в отряд космонавтов в составе 3-го набора и приказом Главкомандующего ВВС № 942 от 28 октября 1965 года Яковлев был назначен на должность слушателя-космонавта 1-го отряда ЦПК ВВС. С ноября 1965 по декабрь 1967 года Олег Яковлев проходил общекосмическую подготовку, по окончании которой 14 декабря 1967 года был назначен космонавтом 2-го отряда космонавтов, а с 30 апреля 1969 года — космонавтом отряда космонавтов 1 отдела 1 управления, откуда был отчислен по состоянию здоровья приказом Главкомандующего ВВС № 374 от 22 мая 1973 года.
В период с 1968 по 1973 годы Яковлев проходил подготовку по программе «Алмаз». В составе группы Олег готовился к испытательному автономному полету на возвращаемом аппарате 11Ф74 в качестве командира условного 2-го экипажа, вместе с Виталием Жолобовым и Эдуардом Степановым. Экипажи проводили испытания в условиях кратковременной невесомости во время полётов на летающей лаборатории Ту-104ЛЛ с аэродрома Чкаловский.

### После космической подготовки
С 22 мая 1973 года Яковлев занимал должность заместителя начальника штаба 14-го истребительного авиационного полка 14-й Воздушной армии. 25 июня 1976 года Олег Яковлев окончил Военно-воздушную академию имени Ю. А. Гагарина по специальности «Командно-штабная оперативно-тактическая авиационная», где получил квалификацию «офицер с высшим военным образованием». После чего некоторое время был преподавателем академии.
В 1982 году Яковлев окончил адъюнктуру ВВА имени Ю. А. Гагарина, и после защиты диссертации 27 октября 1982 года получил степень кандидата военных наук. После увольнения из академии служил в 4-м Центральном научно-исследовательском институте Министерства обороны в должности заведующего отделом, заместителя начальника управления. 31 мая 1989 года решением высшей аттестационной комиссии при Совете министров СССР Яковлеву было присвоено учёное звание старшего научного сотрудника по специальности «Военная кибернетика, информатика, системный анализ, исследование операций и моделирование систем и боевых действий».
Олег Анатольевич умер 2 мая 1990 года от сердечного приступа во время игры в теннис. Похоронен на кладбище села Леониха Щёлковского района Московской области.

## Награды
- медаль «В ознаменование 100-летия со дня рождения Владимира Ильича Ленина»
- медаль «Двадцать лет Победы в Великой Отечественной войне 1941—1945 гг.»
- медаль «Ветеран Вооружённых Сил СССР»
- медаль «50 лет Вооружённых Сил СССР»
- медаль «60 лет Вооружённых Сил СССР»
- медаль «70 лет Вооружённых Сил СССР»
- медаль «За безупречную службу» I степени (Приказ МО СССР от 13.01.1980 года)
- медаль «За безупречную службу» II степени (Приказ МО СССР от 09.01.1976 года)
- медаль «За безупречную службу» III степени (Приказ МО СССР от 23.12.1969 года)